# Cleversafe
 (juin 2016).
Cleversafe est une société américaine basée à Chicago, qui propose du stockage de type objet décentralisé pour des gros volumes de données. Cleversafe est fondée en 2004 par S. Christopher Gladwin et a commencé à l'incubateur de l'Illinois Institute of Technology. La société annonce proposer un stockage de données illimité et a déposé une centaine de brevets sur les systèmes de stockage.
IBM annonce l'achat de Cleversafe le 6 novembre 2015,.